# 迈克尔·奥恩多卡
迈克尔·卡塞·奥恩多卡（英語：Michael Kaase Aondoakaa，1962年6月12日—），尼日利亚贝努埃州人，尼日利亚政治人物，曾任尼日利亚总检察长兼司法部长。

## 生平
1962年6月12日，迈克尔·奥恩多卡在尼日利亚贝努埃州出生。他早年在马库尔迪的圣加布里埃尔山中学上学，毕业后被迈杜古里大学法学院录取，后获得法学学士学位。在毕业后，他成为一家律师事务所长达18年的高级合伙人。在帮助他的两个朋友——贝努埃州前副州长奥吉里·阿杰内和丹尼尔·萨罗教授锁定部长任命时，被邀请会见尼日利亚总统奥马鲁·穆萨·亚拉杜瓦，后者在面谈中邀请迈克尔·奥恩多卡出任总检察长一职。
2007年7月26日，迈克尔·奥恩多卡被正式任命为尼日利亚总检察长兼司法部长。他是穆罕默德·乌韦斯法官所领导的司法委员会旗下选举改革小组成员。该小组委员会协助编写了一份引发了政坛争议的白皮书，推翻了乌韦斯委员会的一些建议（如建议尼日利亚总统继续任命全国独立选举委员会的主席等敏感事项）。他反对解雇全国独立选举委员会主席莫里斯·伊沃，尽管当时舆论批评伊沃在2007年大选中存在舞弊行为。他反对新任州长奥卢塞贡·米米科解散翁多州地方政府，尽管翁多州高等法院支持这一行动。
美国外交电报泄密事件显示，辉瑞公司在尼日利亚卡洛州进行脑膜炎药物曲伐沙星的儿童试验，但试验导致11名儿童死亡，另有数十人严重受伤，卡洛州政府控告辉瑞要求索赔20亿美元。辉瑞雇用私人侦探调查针对迈克尔·奥恩多卡的证据，迫使他放弃对辉瑞的指控。最终尼日利亚政府与辉瑞以7,500万美元达成谅解，双方最终签署了保密条款。
2010年2月，代理总统古德勒克·乔纳森宣布解除迈克尔·奥恩多卡的职位。因为他在担任联邦总检察长期间采取一系列行动招致了抗议请愿。2010年，他被法律从业者纪律委员会剥夺了尼日利亚高级律师的头衔，该头衔后又得以恢复。离开政界后，迈克尔·奥恩多卡从事水稻生产经营，并于2011年建立了米瓦米厂，现在该厂是尼日利亚最大的大米生产和加工企业之一。